# ルクセンブルク家のドイツ・イタリア政策
ルクセンブルク家のドイツ・イタリア政策では、ルクセンブルク家による神聖ローマ帝国の統治、特にそのドイツおよびイタリア政策について解説する。帝国には含まれるが、ボヘミアの統治に関してはルクセンブルク家によるボヘミア統治で解説する。
1308年のハインリヒ7世のローマ王選出から1437年のジギスムントの死まで、ルクセンブルク家からは4人のローマ王および神聖ローマ皇帝を出したが、連続して君主位に就いたわけではない。しかも歴代君主の多くがボヘミアやハンガリーの王を兼ねており、統治の中心はむしろボヘミアに置かれた。カール4世はそのために皇帝としての役割を果たしていないと非難された。ボヘミアではフス派が生まれ、その抵抗運動（フス戦争）により帝国は荒廃し、戦争の終焉と同時にルクセンブルク家も断絶した。

## 歴史

### 背景
神聖ローマ帝国では大空位時代の後、ハプスブルク家出身のルドルフ1世がローマ王位に就いた。ローマ王は実質上ドイツ君主でしかないが、ローマ皇帝予定者としての権威を持っていた。強大な君主を望まなかった帝国諸侯の意図に反してルドルフ1世は優れた人物で、皇帝とはならなかったものの勢力を拡大して、後のハプスブルク家発展の土台を築いた。1291年にルドルフ1世が死ぬと、諸侯はナッサウ家のアドルフを新たなローマ王とした。ところがアドルフも勢力拡張を積極的に行い、諸侯の反発を受けた。ルドルフ1世の息子オーストリア公アルブレヒト1世はこれを好機として諸侯に巧みに取り入り、1297年6月にアドルフを廃位させた。そして翌1298年にアルブレヒト1世はアドルフを討ち取ってローマ王位に就いた。アルブレヒト1世も勢力拡大に努めたが、甥のヨハン・パリツィーダによって1308年5月に暗殺された。
アルブレヒト1世の息子フリードリヒ（美王）は次期ローマ王に立候補したが、フランス王フィリップ4世（端麗王）は自らの弟ヴァロワ伯シャルル（ヴァロワ家の祖）を推した。フィリップ4世の目論見が神聖ローマ帝国を支配下に置くことにあったのは明白であるが、ローマ教皇クレメンス5世がヴァロワ伯の立候補に難色を示した。時あたかもテンプル騎士団事件真っ只中であり、フィリップ4世の専横を教皇は苦々しく思っており、ヴァロワ伯がローマ王位に就くことでフィリップ4世の勢力がさらに強力になるのを恐れた（クレメンス5世自身も後にアヴィニョン捕囚に遭う）。
そこで教皇は、自らの意にかなう人物をローマ王位に就けようと画策し、選帝侯の一人でかねてより懇意であったルクセンブルク家出身のトリーア大司教バルドゥインに働きかけた。バルドゥインはこれを好機と捉え、兄のルクセンブルク伯ハインリヒ7世をローマ王にしようと企て、同じく選帝侯の一人マインツ大司教ペーター・アスペルトに計画を打ち明けて同意を取りつけた。両人はケルン大司教ら他の選帝侯にも工作を行った。そして1308年11月のフランクフルトでの選挙において、ハインリヒ7世が大多数の票を得てローマ王に選出された。ルクセンブルク伯は帝国の諸侯であると同時にフランス王の封臣でもあり、フランス語を母語としていた（したがってフランス名でアンリと呼ぶべきともいえる）。ハインリヒ7世の選出は妥協の産物であり、諸侯もハインリヒ7世なら彼らの意にかなうと期待していた。

### ハインリヒ7世の時代

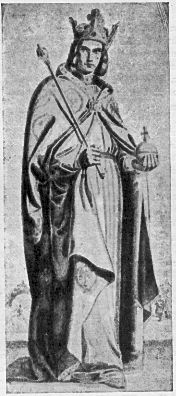
ハインリヒ7世

ハインリヒ7世もまた諸侯の傀儡ではなく、先代のローマ王たちと同様に勢力拡大に努めた。ルクセンブルク家の本拠であるネーデルラントは狭い範囲に諸侯がひしめいていたため、勢力拡大は望めなかった。そこでハインリヒ7世が着目したのがボヘミアであった。1306年にヴァーツラフ3世が暗殺されてプシェミスル朝が断絶して以来、ボヘミアでは王位を巡って混乱が起きていた。ハインリヒ7世は一人息子ヨハンをボヘミア王位に就けようとした。バルドゥインとともにハインリヒ7世のローマ王選出に貢献したペーター・アスペルトがボヘミアの宮廷とも深いパイプを持っていたのが幸いした。ヨハンは1310年9月にヴァーツラフ3世の妹エリシュカと結婚し、翌1311年2月にボヘミア王に即位した。以後、ボヘミアはルクセンブルク家の新たな拠点となる。
家領を一気に拡大させたハインリヒ7世は、かねてからの懇願であったローマ遠征に取りかかることにした。目的はローマ皇帝としての戴冠である。オットー大帝以来、歴代の皇帝はローマで戴冠式を行うしきたりになっていたが（戴冠を行って初めて皇帝を称することができた）、フリードリヒ2世を最後に戴冠式は100年近く途絶えていた。当時のイタリアは教皇派と皇帝派の争いで混迷を極めており、人々は秩序をもたらす者を期待していた。ダンテがその代表的な人物であり、クレメンス5世もハインリヒ7世のイタリア遠征を支持していた。
多くの人々の期待を集めたハインリヒ7世は、1310年秋にイタリアへ向けて5千の騎士を率いて出立した。しかし、北イタリアの多くの都市国家のうち、友好的なのはピサとジェノヴァだけであり、ほとんどの都市が敵対した。南イタリアでは教皇派の実質的な首領であるアンジュー家のナポリ王ロベルト（賢明王）が睨みをきかせていた。ハインリヒ7世はこれらの敵を排除しながらローマに行かなければならなかった。
ハインリヒ7世はまず、ミラノで1311年にロンバルディアの鉄王冠で戴冠式を行い、ローマ王に即位する。代理としてマッテーオ・ヴィスコンティ1世を据えたが、これがミラノでヴィスコンティ家が覇権を確立するきっかけとなった。その後、ハインリヒ7世は北イタリアの都市を次々と落としていったが、ダンテの故郷フィレンツェが前に立ちはだかっていたのと資金が不足してきたのを受けて、ジェノヴァで体制を整えて年を越した。その間に妻マルガレータが病没した。
1312年2月にジェノヴァを発ち、戦いを避けるためにジェノヴァ海軍の船でピサに行き、そこで熱烈な歓迎を受けた。気を良くしたハインリヒ7世はローマに向けて進軍し、5月には到着したが、そこにはロベルト王の弟ドゥラッツォ公ジョヴァンニ率いる教皇派軍が立ちはだかっていた。ハインリヒ7世は教皇派軍の砦を一つ一つ落としていったが、抵抗が強かったのでサン・ピエトロ大聖堂での戴冠を諦め、そこから少し離れたラテラン教会にて6月29日に戴冠式を行った。
戴冠を済ませたハインリヒ7世は、その後フィレンツェの攻略に失敗した。そこで教皇派の首領であるナポリ王ロベルトを討ち、南イタリアに覇権を樹立しようとした。ハインリヒ7世はロベルトを大逆罪と帝国の敵フィレンツェとの共謀の罪で告発し、バルセロナ家のシチリア王フェデリーコ2世と同盟したが、遠征の準備中の8月に死去した。ハインリヒ7世の死は多くの人々から惜しまれた。ダンテがその一人であり、5年後に完成した『神曲』でハインリヒ7世を最大限にほめたたえている。

### ハインリヒ7世死後の帝位争い

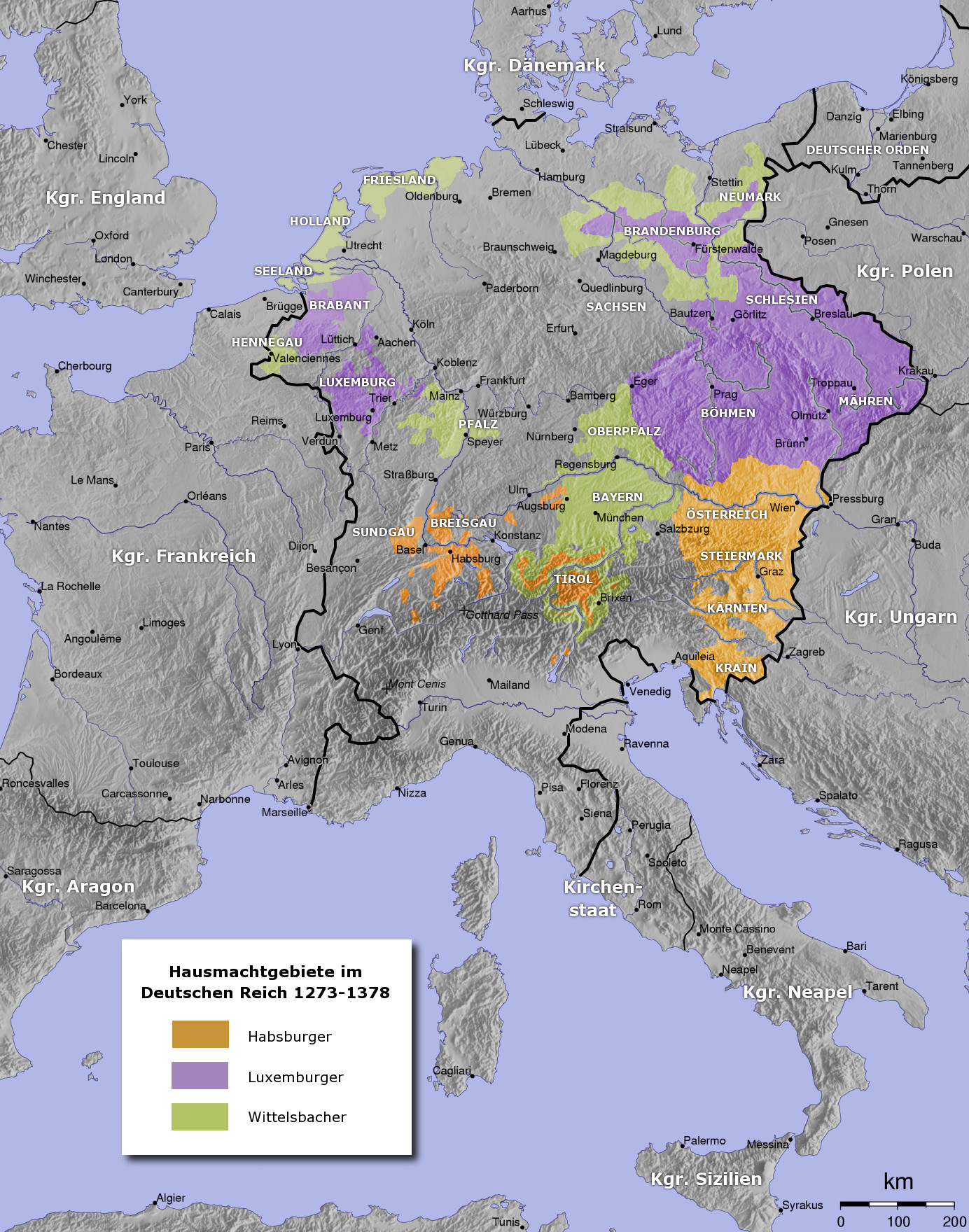
1273年から1378年にかけての神聖ローマ帝国
----
ハプスブルク家
ルクセンブルク家
ヴィッテルスバッハ家

ハインリヒ7世急逝を受け、諸侯は新たなローマ王を選出する必要に迫られた。ハインリヒ7世の一人息子ボヘミア王ヨハンが立候補したが、若年を理由に拒否された。実際は諸侯がルクセンブルク家の一層の勢力拡大を恐れたからである。そこでバルドゥインは新たにバイエルンのヴィッテルスバッハ家出身のルートヴィヒ4世を推したが、ハプスブルク家からはフリードリヒ美王が再び立候補した。1314年10月の選挙でルートヴィヒ4世が勝利したが、最終的には1322年9月のミュールドルフの戦いで決着した。この戦いは俗に「ドイツにおける最後の大騎士戦争」と呼ばれているが、結果はルートヴィヒ4世が敵将フリードリヒ以下有力武将を多数捕虜とする大勝で、ヨハンもルートヴィヒ4世側に立って勝利に貢献した。その後、ルートヴィヒ4世とフリードリヒは和解して一種の共同統治を行うことになった。
ヨハンは残りの人生をほとんど馬上で過ごすことになった。そのヨハンがトレントに滞在中に、ロンバルディアのブレシアよりヴェローナからの攻撃から守って欲しいとの要請を受けた。ヨハンはこれを承諾してヴェローナ以下多くのロンバルディアの都市を下したが、帝国諸侯の圧力を受けて、同地を嫡子のカールに委ねてボヘミアに帰還した。当時、カールはパリの宮廷にいたが、父の要請を受けて1311年11月にロンバルディアに向けて出立した。途中で毒殺未遂に遭ったものの上手く切り抜け、無事にロンバルディアに到着した。4年間ロンバルディアを経営した後、ボヘミアに帰還してモラヴィア辺境伯として不在の父王の摂政を務めた。
一方、バルドゥインやヨハンの後援を受けてローマ王となったルートヴィヒ4世は、ハインリヒ7世に倣ってローマ遠征を行ったが、次第に教皇と対立するようになった。ヨハンは両者の仲を取り持ったが、それを無に帰する事件が起こった。ルートヴィヒも先帝同様に、ブランデンブルク辺境伯領を収めるなどヴィッテルスバッハ家の勢力拡大に腐心したが、チロル女伯マルガレーテ・マウルタシュとヨハンの次男ヨハン・ハインリヒを無理矢理離婚させ、自分の息子であるブランデンブルク辺境伯ルートヴィヒ2世と結婚させて、チロルを自領に取り込むという挙に出たのである。これにヨハンとバルドゥインも憤激し、ルートヴィヒ4世を廃位してカールをローマ王に就けようと画策するに至った。1342年にカールのパリ時代の師で友人でもあったピエール・ロジェがクレメンス6世として新教皇になったことも拍車をかけた。
バルドゥインの工作活動も実り、1346年7月11日のレンスでの選挙において、ブランデンブルク辺境伯ルートヴィヒ2世とライン宮中伯ルドルフ2世（この2人はヴィッテルスバッハ家の一族である）を除く5人の選帝侯、ケルン大司教ヴァルラム、マインツ大司教ゲルラハ、ザクセン選帝侯ルドルフ1世、トリーア大司教バルドゥイン、ボヘミア王ヨハンによって、ルートヴィヒ4世の廃位とカールの新ローマ王選出が決められた。カール4世の誕生である。その直後にイングランド軍のフランス侵攻の知らせが届いた。娘ボンヌをフランス王太子ジャン（後の善良王）に嫁がせていたヨハンはフランスの救援に向かい、8月26日のクレシーの戦いで壮絶な最期を遂げた。
ルートヴィヒ4世は当然のことながら廃位を受け入れず、帝国諸侯の中にもルートヴィヒ4世を支持する者が少なくなかった。そのためカール4世は伝統の地であるアーヘンでの戴冠式を諦め、11月26日にボンで行わざるを得なかった。幸いなことに、カール4世がボヘミア王に即位した1か月の1347年10月にルートヴィヒ4世が急死したため、帝国諸侯はカール4世を承認した。

### カール4世の時代

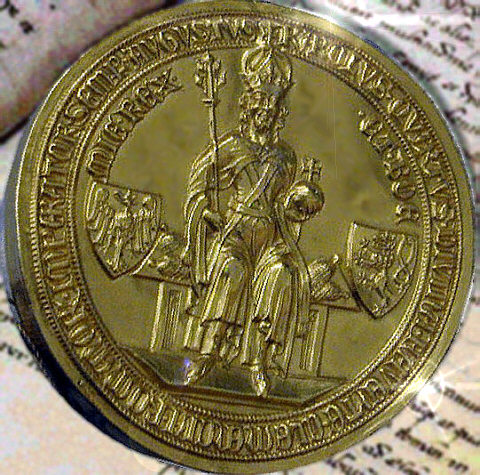
1356年の黄金の印璽に刻まれたカール4世

カール4世もまたローマで戴冠式を行おうとしたが、むしろローマの方でカール4世を望んでいた。アヴィニョン捕囚以来、ローマでは教皇不在の状態が続いていたが、ローマ市民は教皇がローマに再び戻ることを望み、カール4世に期待をかけた。その代表がペトラルカであり、1351年2月に2通の手紙をカール4世に送っている。同年12月にクレメンス6世が死去し、インノケンティウス6世が教皇になった。カール4世は新教皇から1日だけローマに滞在するという条件でローマ行きの許可を得て、さらに1353年3月の諸侯会議でハンガリー王ラヨシュ1世、オーストリア公アルブレヒト2世、ケルン大司教、マインツ大司教、トリーア大司教、ブランデンブルク辺境伯ルートヴィヒ3世からもローマ行きの同意を取り付けた。
これで足元を固めたカール4世は、300人の騎士を率いて1354年9月にシュルツバッハを発ち、ローマに向かった。10月にロンバルディアに入ったが、運良く反皇帝派であった当地の実力者ジョヴァンニ・ヴィスコンティが死に、その甥たちが帰順してきた。カール4世はミラノ北東のマントヴァに身を落ちつけ、ミラノにいたペトラルカを招待した。両者は12月に会見した。会話はイタリア語で行われ、カール4世がペトラルカの著書『有名人伝』の写しを望むと、ペトラルカが「それはまだ完成していないので、出来あがったら、そしてあなたが立派な生活をしておられるのならその写しを送りましょう」と答えたのは有名である。会見後にカール4世はミラノ入りして、ロンバルディアの鉄王冠を受けた。翌1355年4月5日にピサ経由でローマ入りを果たしたカール4世は、サン・ピエトロ大聖堂にて戴冠式を行ったが、インケンティウス6世との約束に従ってすぐにローマを去った。帰路にカール4世はピサに滞在したが、同地で派閥争いが起こると巻き込まれるのを良しとせず、そのまま帰国した。結局、カール4世はミラノとローマで戴冠式を行い、イタリアの諸都市から多額の金銭を受けただけであった。ローマ市民は失望し、ペトラルカも以下の抗議の書簡を送っている。
あなたの祖父や非常に多くの他の人たちが、かなり苦労し血を流して手に入れたものを、苦労もせず血も流さずに自分のものにしたあなたは、ありがたがらずに無頓着に放棄して、あなたの野蛮な国に戻ろうとしている……もしもあなたの祖父や父がアルプスであなたと会うとしたら、彼らは何といわれると思いますか。たとえ彼らがそこにいなくても、彼らが話しているのをあなたは耳にすることができると私は信じます。〈おお、偉大な皇帝よ、汝は長いことおくらせていたイタリア入りとあわただしい引きあげの中で、大へん貴く振舞われた。汝は鉄と黄金の冠と、帝国という内容の貧弱な名を身につけている。汝はローマ人の皇帝と呼ばれるかもしれない。だが汝は事実ボヘミアの王でありそれ以上の何ものでもない。〉
イタリアから帰国したカール4世は、11月にニュルンベルクで帝国会議を開催してローマ王選挙に関する大綱を明文化し、加えて翌1356年のメッツでの帝国会議で選帝侯の身分や権利などを追加させた。これらの法文はカール4世の黄金の印璽で公布され、金印勅書を呼ばれた。勅書の特徴は、選挙への教皇の認可権について言及せず、13世紀以降教皇が要求した帝国空位時代の帝国代理職がアルプス以北に関しては明白に拒否されたことである。さらに選挙を行うのは、マインツ大司教、ケルン大司教、トリーア大司教、ボヘミア王、ライン宮中伯（プファルツ選帝侯）、ザクセン選帝侯、ブランデンブルク辺境伯の7人の選帝侯であると定められた。
勅書の目的はローマ王選挙を円滑に行うことにあったが、同時にルクセンブルク家のローマ王、ローマ皇帝世襲を実現化させる狙いもあった。7人の選帝侯に一族の占める数が多いほど選挙に有利に働くからである。一方、勅書では同時に諸侯の大幅な特権貸与を認めており、後のドイツの統一が大きく遅れる遠因にもなった。カール4世は1365年にアルルで戴冠を行い、ブルグント王にも即位したが、ブルグントの王冠をローマ王に確保したのはカール4世が最後である。
金印勅書が公布された年、ロンバルディアに秩序をもたらして欲しいとのヴィスコンティ家からの伝言をカール4世に伝えるため、ペトラルカがプラハに派遣された。アヴィニョン教皇庁にも変化があり、1362年にウルバヌス5世が新教皇になった。ペトラルカはウルバヌス5世にローマ帰還を促す書簡を送ったが、カール4世も自らアヴィニョンに赴いてローマ帰還を勧めた。これらの工作が実ったのか、ウルバヌス4世は1367年春にアヴィニョンを発ち、10月にローマ入りした。翌1368年にはカール4世自身が5万の軍勢を率いてローマ入りしたが、その際にカール4世はウルバヌス5世の乗る馬の鐙を自ら持つ行為に出た。ニュルンベルクの帝国顧問官の一人ウルヒリ・シュトローマーはこれを見て「これは帝国にとって大きな恥辱である」と言った。しかしローマに帰還したウルバヌス5世は、ローマの治安悪化や都市間の争いに失望して、1370年にアヴィニョンに戻った。
晩年のカール4世はルクセンブルク家の世襲を確かなものとしようと、1376年に嫡子ヴェンツェルをローマ王に選出させる声明を出した。前年にバイエルン公オットー5世からブランデンブルク選帝侯位を買収していたことでこれに成功したものの、莫大な経費の埋め合わせにシュヴァーベン地方の諸都市に高税を課した。諸都市はこれに抵抗し、ウルムを中心としてシュヴァーベン都市同盟を結成した。1377年1月には教皇グレゴリウス11世のローマ帰還が実現した。教皇のローマ帰還を見届けたようにカール4世は1378年11月にその生涯を終えた。
カール4世は神聖ローマ帝国の君主としての役割も果たしたが、関心はもっぱらボヘミアの経営にあった。そのため同時代の人々は「カール4世はボヘミアにイチジクやブドウの木を植えているだけ」と非難し（ペトラルカも上述のように非難している）、後の皇帝マクシミリアン1世は「カール4世はボヘミアの父であり、帝国の継父であった」と酷評している。

### ヴェンツェルの時代

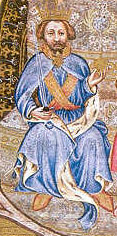
ヴェンツェル

カール4世の死を受けて名実とともに新しいローマ王となったヴェンツェルの課題は、教会大分裂（大シスマ）であった。ローマに帰還したグレゴリウス11世はカール4世の死の8か月前に急死し、その後継者を巡って紛糾した末、ローマのウルバヌス6世とアヴィニョンのクレメンス7世の2人の教皇が並び立つ事態になった。新教皇を巡って周辺諸国も分裂した。ヴェンツェルは1379年2月にウルバヌス6世支持に回ったが、これはライン宮中伯、ケルン大司教、トリーア大司教、マインツ大司教、ケルン大司教の意向によるところが大きかった。そのウルバヌス6世の仲介で、1382年にヴェンツェルの異母妹アンナとイングランド王リチャード2世の結婚式が行われた。ウルバヌス6世はイングランドとルクセンブルク家を結びつけることで自らの立場の強化を狙ったが、結果的にはこの結びつきがフス派を生み出す原因を作った。
分裂状態の解消のため、フランス王シャルル6世（狂心王）はヴェンツェルを1398年5月にランスへ招待したが、国王主催の晩餐会の際にヴェンツェルは深酒で欠席するという失態を犯した。翌日の会談も不調に終わり、ヴェンツェルの大酒飲みだけが広く知れ渡り、ヴェンツェルは「酔っ払い王」という不名誉な綽名をつけられた。
ヴェンツェルは国内にも問題を抱えていた。先のシュヴァーベン同盟に続いて新たにライン都市同盟も結成され、遂には両都市同盟と諸侯・騎士との間で1388年に紛争が勃発した。ところがヴェンツェルは手立てを打つどころか、アラゴン王フアン1世と狩猟に関する使節交換を行うという行為に出た。1389年5月に「エーガーの国内平和令」が公布されたが、諸侯・騎士側に有利という不公平なものであった。
ヴェンツェルの無能ぶりを好機と見なしたのが、ミラノの僭主ジャン・ガレアッツォ・ヴィスコンティである。野心家のジャン・ガレアッツォはイタリア全土制圧の野望を抱いていたが、まずは独立するのが課題であった。そこでジャンは豊富な資金力を使ってヴェンツェルを買収した。10万フロリンの大金に目が眩んだヴェンツェルはジャン・ガレアッツォにミラノ公の地位を与え、ミラノは帝国から事実上離反するに至った。もっともヴェンツェルからすれば公位の叙爵は神聖ローマ帝国という枠組みからの離脱を許可するものではなく、むしろ公位という称号を保証する立場になることでイタリアへの宗主権を主張する意味合いがあった。とは言え不用意な叙爵に諸侯の不満は頂点に達し、1397年9月のニュルンベルクとフランクフルトでの帝国会議で、ヴェンツェルへの攻撃という形で爆発した。ライン宮中伯、ケルン大司教、マインツ大司教、トリーア大司教は1400年5月に秘密裏に会合を開き、ライン宮中伯ループレヒトを対立王に選出して、8月のオーバーラーンシュタインでの帝国会議で、ヴェンツェルを不在のまま廃位、ループレヒトの新ローマ王選出を決定した。ヴェンツェルは当然ながら抗議したものの、残りの人生をもっぱらボヘミア経営に専念することになる。

### ジギスムントの時代

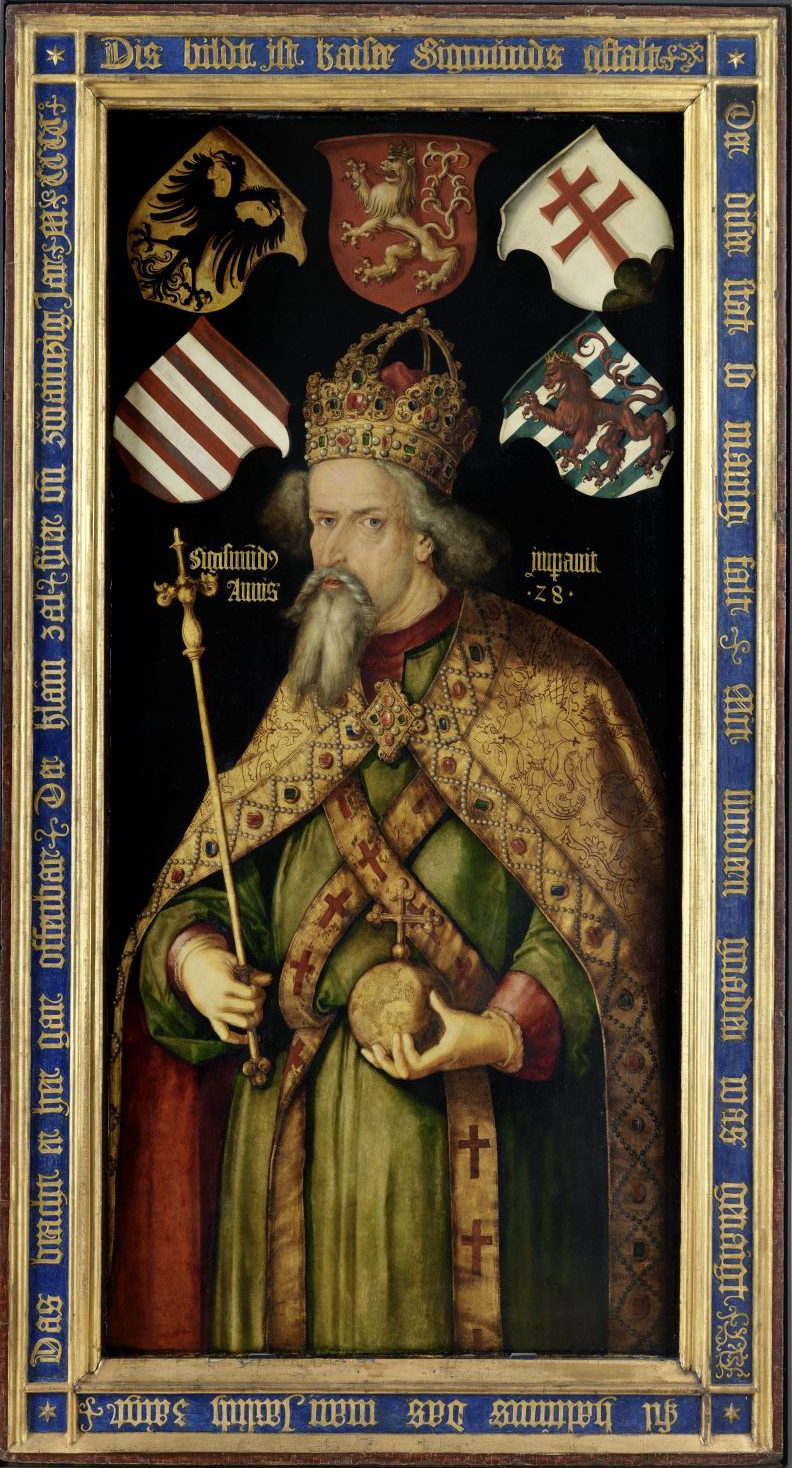
ジギスムント

ローマ王になったループレヒトは、大した功績を残すことなく1410年に死去した。選帝侯はルクセンブルク家から次のローマ王を選ぶことにし、モラヴィア辺境伯ヨープスト（カール4世の弟ヨハン・ハインリヒの息子）を10月に選出したが、ヴェンツェルの異母弟であるハンガリー王ジギスムントが異議を唱えた。1411年1月にヨープストが死去したことで争いは立ち消え、7月の選挙でジギスムントが改めてローマ王となった。
ジギスムントは教会大分裂の終結に情熱を注いだ。原因はオスマン帝国の脅威である。ジギスムントは既に1396年のニコポリスの戦いでオスマン軍に大敗していたが、その後ティムールによって壊滅的な打撃を被ったオスマン帝国が再び勢いを取り戻していた。オスマン帝国に対抗するには全キリスト教諸国の結束が不可欠であったが、そのためには教会分裂を終結させなければならなかったのである。
1414年にアーヘンで戴冠を済ませたジギスムントは、クリスマスにコンスタンツへ入城し、教会大分裂を終結させるために両派の教皇、ヨーロッパ諸国が招集してコンスタンツ公会議を開催した。会議では1415年にヨハネス23世、グレゴリウス12世、ベネディクトゥス13世の3人の教皇の廃位が議決され、1417年11月に新教皇マルティヌス5世の選出で閉幕した。
コンスタンツ公会議でもう一つ議題になったのが、フス派の扱いである。当時イングランドで盛んであったジョン・ウィクリフの思想が、イングランド王家との縁組をきっかけにボヘミアへ流入したが、その影響を受けた一人がプラハ大学総長ヤン・フスであり、その教えは民衆の間に急速に普及していった。しかし、その教えがあまりにも過激なため、公会議でフスは異端とされ、火刑に処せられた。
フス火刑の報にプラハの民衆は激怒し、1419年に第1回プラハ窓外放出事件が起きて、ヴェンツェルはショック死した。ジギスムントはボヘミアに十字軍を派遣するものの、フス派の首領ヤン・ジシュカの前に敗北を喫した。そして1428年から1433年までの間、スパレニー・イーズディというフス派の一派の帝国領内への侵入を招いた。フス派はザクセン、フランケン、バイエルン、シレジア、ブランデンブルクを荒らし回り、遂にはバルト海にまで達した。フス派が帝国を荒廃させたことは人々の心の中に深く刻まれ、後の宗教改革の時代にマルティン・ルターのフス派擁護の発言にザクセン選帝侯が激怒したほどであった。フス戦争はフス派の内部抗争によってジギスムントの勝利に終わったが、ジギスムント自身も戦争の終結した1437年12月9日に死去し、ルクセンブルク家の男系男子は絶えた。

## 評価と遺産
ルクセンブルク家は帝国全体から見れば「余所者」であった。皇帝としての任務を果たしたのはハインリヒ7世のみであり、以後の君主はむしろボヘミアに重点を置いた。そのボヘミア重視がフス派という「怪物」を育て上げ、帝国を荒廃に導いたのである。こうしたことから、チェコ人のみならずドイツ人にとってもルクセンブルク家の君主への評価は複雑である。
とは言え、ルクセンブルク家は帝国を単に荒廃させて去ったのではなく、後のドイツ史に重大な影響を与える「置き土産」を残していった。一つはジギスムントがハプスブルク家から後継者を選んだことである。これが多民族国家、中欧の大国としてのハプスブルク帝国への道を開き、最終的にはオーストリア＝ハンガリー帝国の成立に至った。ハプスブルク家といえば双頭の鷲を紋章としていることで有名であるが、これはルクセンブルク朝でローマ皇帝の紋章として制定されたものである。ジギスムントは他にもブランデンブルク選帝侯位をホーエンツォレルン家に与えている。これが後のブランデンブルク＝プロイセン、プロイセン王国となり、最終的にはドイツ帝国の成立に至った。いわば近代ドイツの原型はルクセンブルク朝下で築かれたと言っても過言ではない。